# Donna al Cafè Le Tambourin
Donna al Cafè Le Tambourin è un dipinto del pittore olandese Vincent van Gogh, realizzato nel 1887 e conservato al Museo Van Gogh di Amsterdam.

## Descrizione
Agostina Segatori era una donna nativa delle Marche che, una volta trasferitosi a Parigi, fece fortuna posando per Corot, Degas e Gérôme e aprendo un apprezzato cabaret, il Cafè Le Tambourin: con lei van Gogh avrebbe avuto una relazione di breve durata, terminata tumultuosamente. Sempre il Cafè Le Tambourin, poi, fu il teatro di un'esposizione organizzata da Vincent e da altri pittori, i «peintres du petit Boulevard», in opposizione a quel «Grand Boulevard» dove esponevano Monet, Sisley, Pissarro, Degas ed altri impressionisti che, nonostante le frizioni iniziali, iniziavano gradualmente ad acquistare notorietà nel bel mondo parigino.
Van Gogh raffigura la Segatori seduta ad un tavolo del caffè, con una sigaretta abbandonata tra le dita, un boccale di birra davanti e lo sguardo perso nel vuoto, malinconico come non mai. L'atmosfera triste del quadro è accentuata dal copricapo pateticamente vistoso della donna, nonché dallo sfondo cupo ancora legato al precedente periodo olandese del pittore. L'opera, in un certo senso, sembra quasi voler comunicare la sensazione di abbandono e di confusione di numerose donne che, arrivate nella capitale con effimeri sogni di successo, si ritrovavano perse nella prostituzione o nell'alcool.
L'opera ha un importante precedente figurativo: si tratta, ovviamente, de L'assenzio di Edgar Degas, altro dipinto che denunciava la piaga dell'alcolismo. Se, tuttavia, nel capolavoro di Degas il senso di isolamento silenzioso che opprime le due figure è pronunciatissimo, van Gogh preferisce ricolmare la sua tela di una tristezza flebile e vaporosa, calcata dall'atmosfera annebbiata e fumosa che avvolge il locale. Van Gogh, poi, in questo quadro ribadisce l'amore che lo legava all'arte dell'Estremo Oriente, meritevole di aver rivoluzionato la percezione delle prospettive e dei colori nella pittura occidentale. La portata di quell'evento è qui ribadito dalle xilografie giapponesi che abbelliscono il tavolato della parete. L'opera, assumendo i toni di una vera e propria dichiarazione d'intenti, rimanda a un altro episodio iconografico fondamentale, il Ritratto di Émile Zola di Édouard Manet. Fra le due opere, tuttavia, corre una discrepanza sostanziale, come evidenziato dal critico Rainer Metzger:
(Rainer Metzger)